# Legend of the Black Shawarma
Legend of the Black Shawarma je sedmé studiové album izraelského dua Infected Mushroom. Album je pojmenováno podle šauarmy, ekvivalentu tureckého döner kebabu a řeckého gyrosu. Název je také inspirovaný restaurací Shawarma Hazan, kde Erez a Amit jedli v jejich domovském městě Haifě.

## Seznam skladeb
| Pořadí         | Název                                                                 | Délka   |
| -------------- | --------------------------------------------------------------------- | ------- |
| 1.             | Poquito Mas (španělsky "trochu více")                                 | 3:39    |
| 2.             | Saeed (سعيد , arabsky "šťastný")                                      | 7:03    |
| 3.             | End of the Road                                                       | 6:47    |
| 4.             | Smashing the Opponent (feat. Jonathan Davis z kapely Korn)            | 4:09    |
| 5.             | Can't Stop                                                            | 7:23    |
| 6.             | Herbert the Pervert                                                   | 7:17    |
| 7.             | Killing Time (feat. Perry Farrell)                                    | 3:04    |
| 8.             | Project 100                                                           | 9:38    |
| 9.             | Franks                                                                | 8:05    |
| 10.            | Slowly                                                                | 9:00    |
| 11.            | Legend of the Black Shawarma                                          | 7:11    |
| 12.            | Riders On the Storm (Infected Mushroom remix) (originál od The Doors) | 4:29    |
| Celková délka: | Celková délka:                                                        | 1:17:45 |